# Арцыбашев, Борис Михайлович
Бори́с Миха́йлович Арцыба́шев (25 мая 1899, Харьков — 16 июля 1965) — русский и американский художник, дизайнер и иллюстратор. Сын писателя Михаила Арцыбашева.

## Биография
Родился в 1899 году в Харькове. Учился в студии княгини Тенишевой, в Петербурге. Затем поступил в Киевский университет, собираясь изучать юриспруденцию, но 1917 год прервал его планы. В 1918 году Борис служит в армии Скоропадского, собирался присоединиться к Белой армии, однако попал в плен, бежал оттуда и в 1919 году, не имея ни гроша, уехал в США. В 1919 году приехал в Нью-Йорк, где начал работать в гравёрной мастерской. Он начинал свою карьеру в Америке, не зная ни слова по-английски: нарезал этикетки в типографии, работал дизайнером бутылок, расписывал стены эмигрантского ресторана The Russian Inn. На эти росписи и обратил внимание художник и арт-критик Ги де Буа. В 1926 году художник получил гражданство США. В 1930 женился на Элизабет Снайдер. Работал в журналах Time, Fortune, Life, в 1954 году издал книгу «Как я вижу», получил престижные премии как иллюстратор.
За годы своей работы Арцыбашев создал иллюстрации более чем к 50 книгам, множество рекламных материалов и обложек к журналам.
Скончался 16 июля 1965 года, в городе Лайм, Коннектикут.

## Иллюстрации к книгам
Одной из первых его работ в качестве иллюстратора стали рисунки для книги Мамина-Сибиряка «Аленушкины сказки», которые вышли в 1922 году в Нью-Йорке под названием «Верочкины сказки».

Иллюстрации к «Верочкиным сказкам»
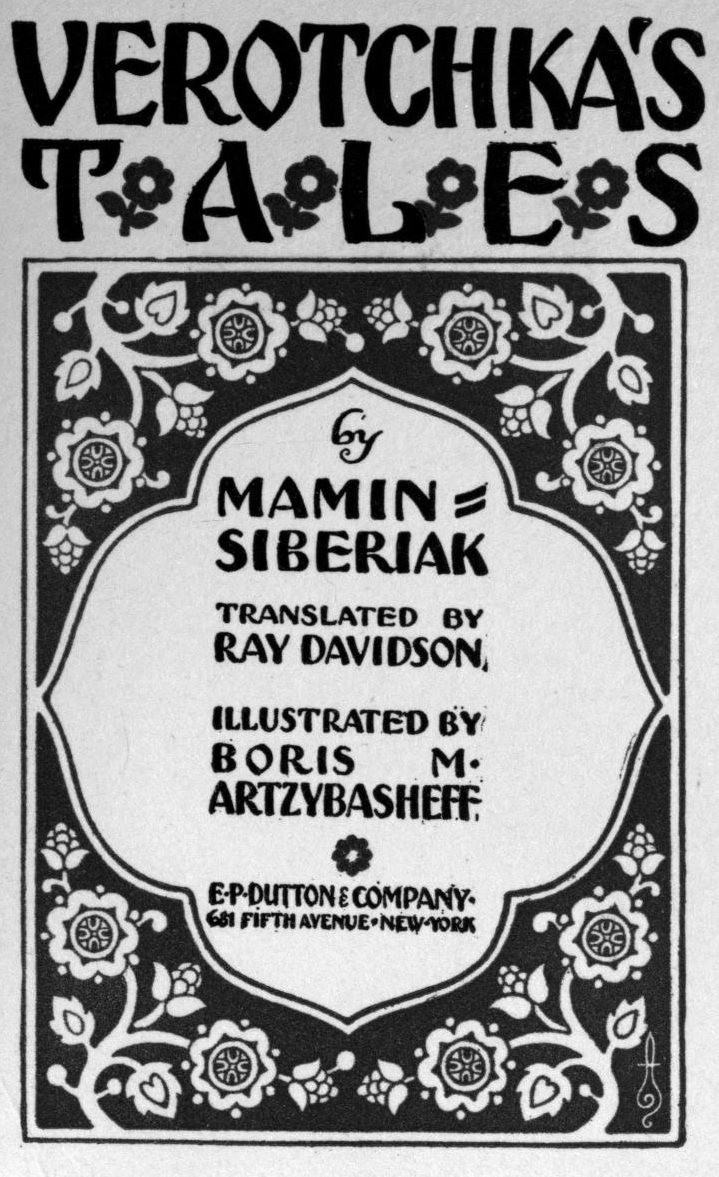
Верочкины сказки, обложка, 1922
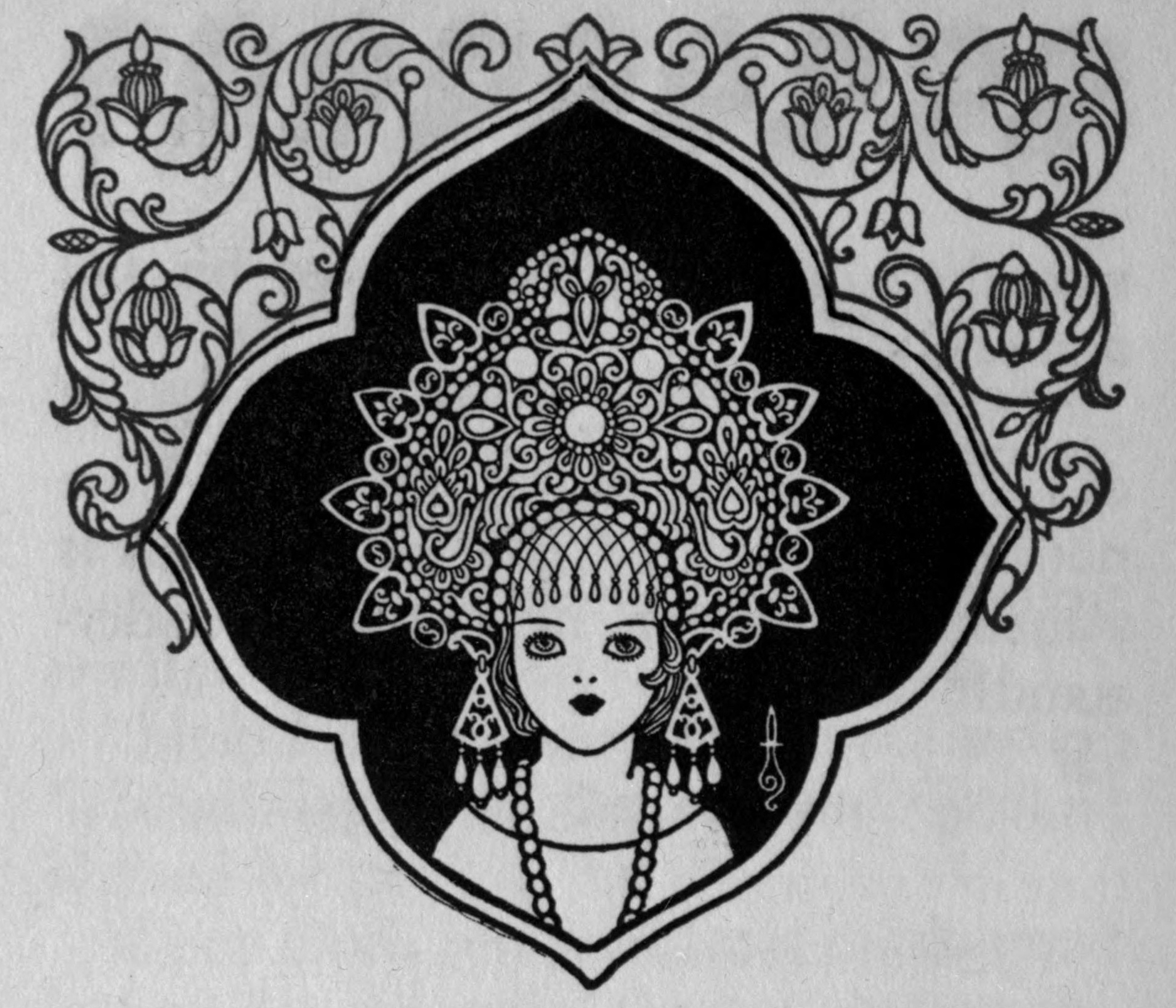
Пора спать
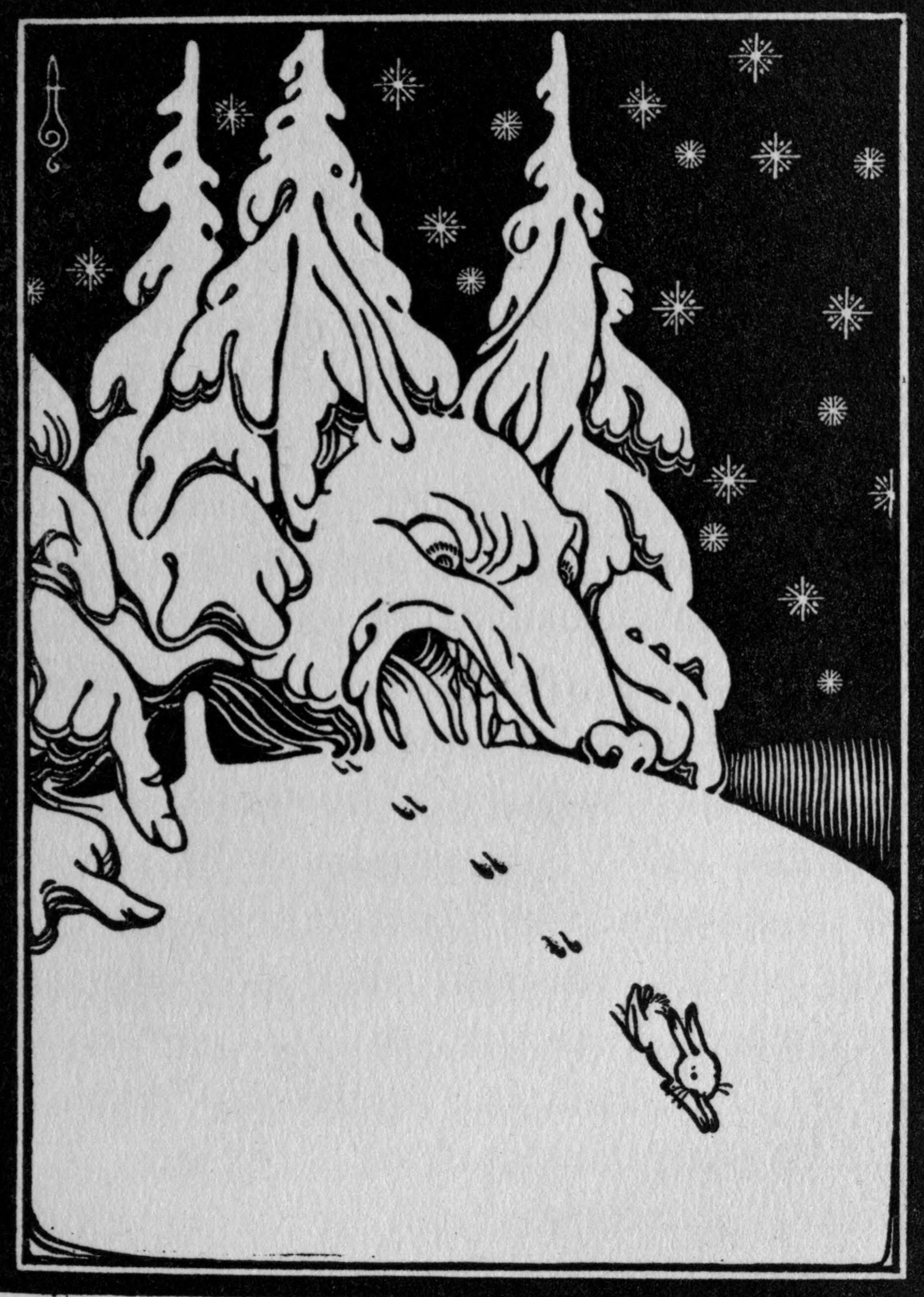
Сказка про храброго Зайца - длинные уши, косые глаза, короткий хвост
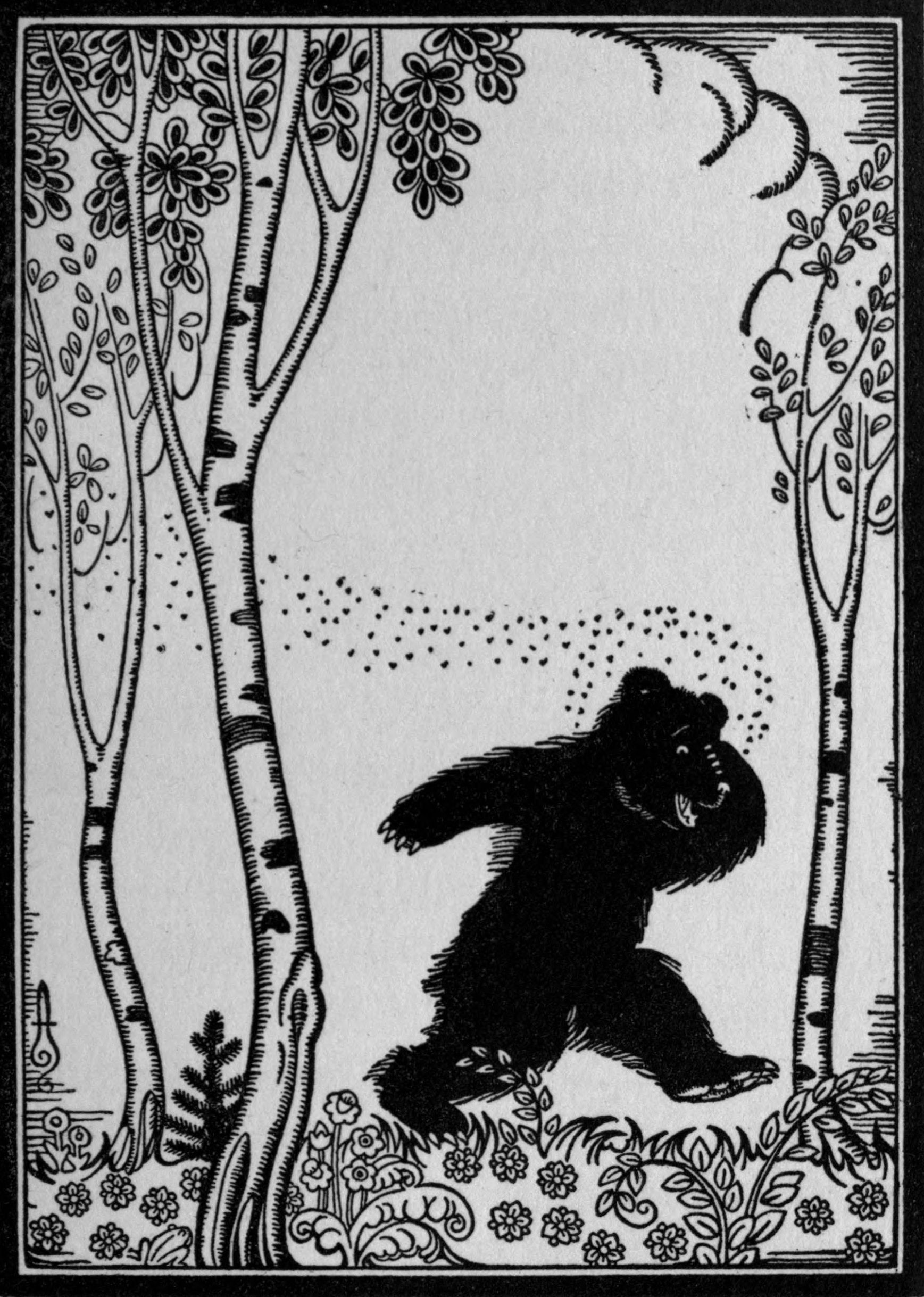
Сказка про Комара Комаровича - длинный нос и про мохнатого Мишу - короткий хвост
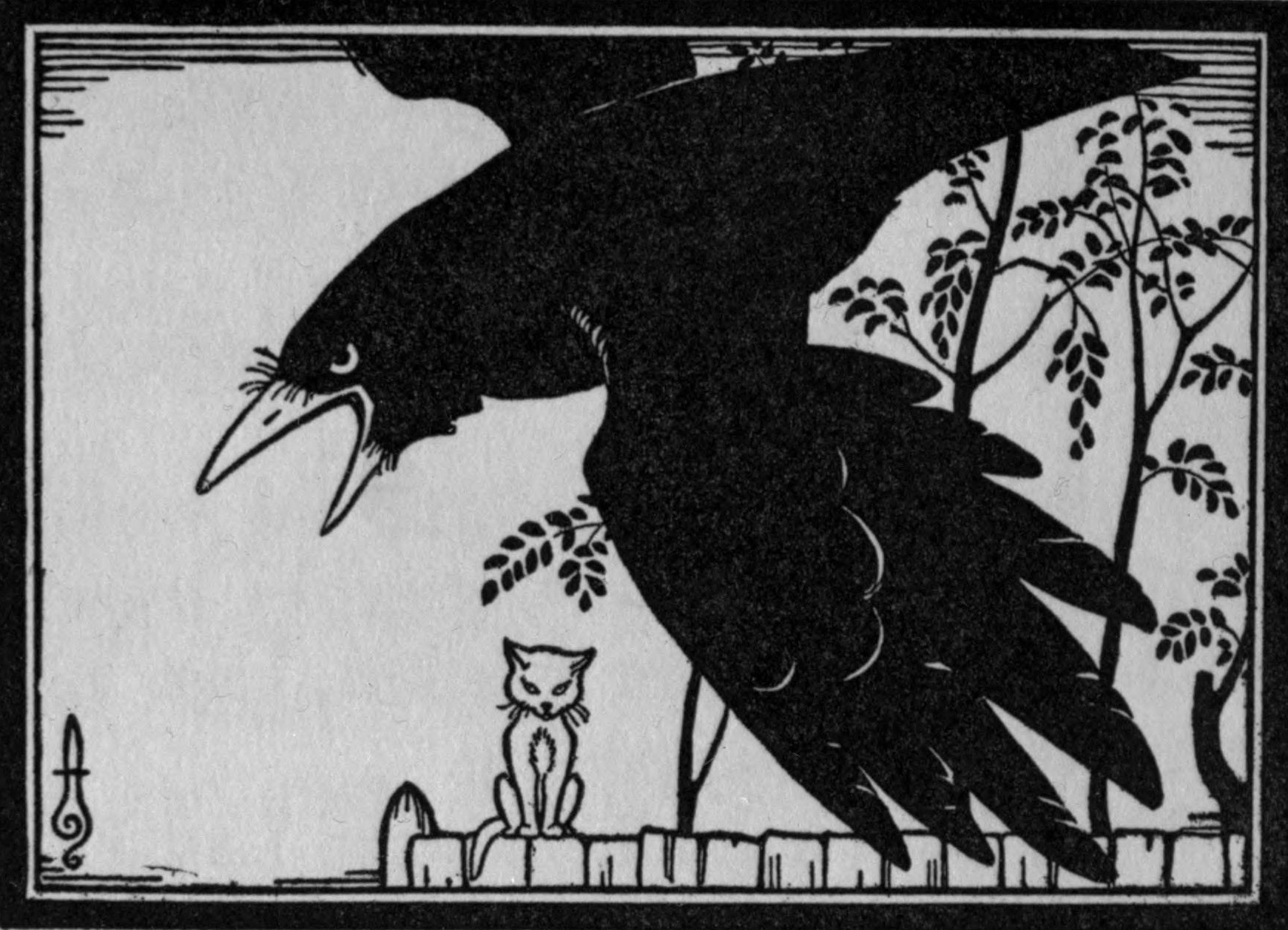
Сказочка про Воронушку - чёрную головушку и жёлтую птичку Канарейку
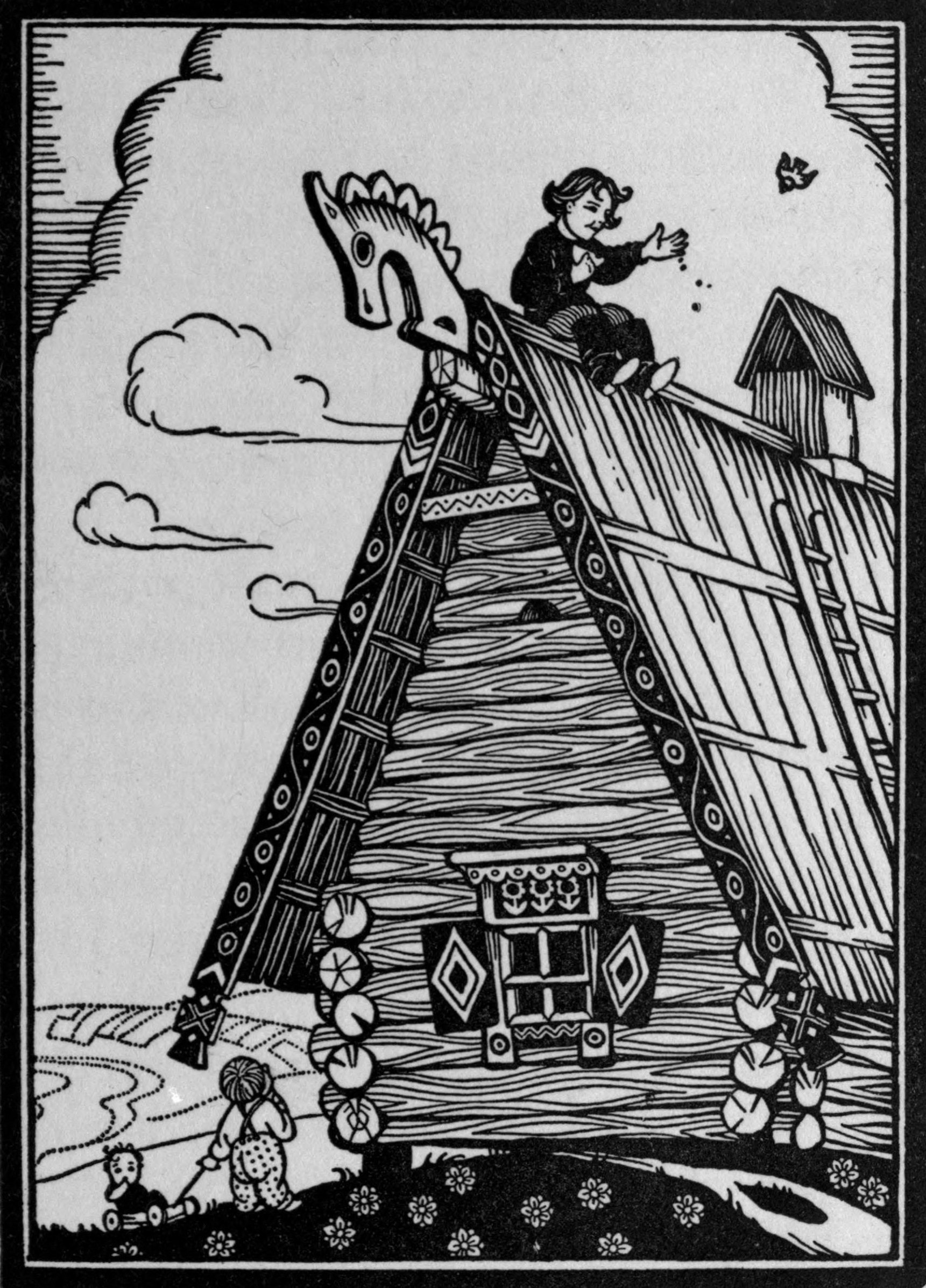
Сказка про Воробья Воробеича, Ерша Ершовича и весёлого трубочиста Яшу
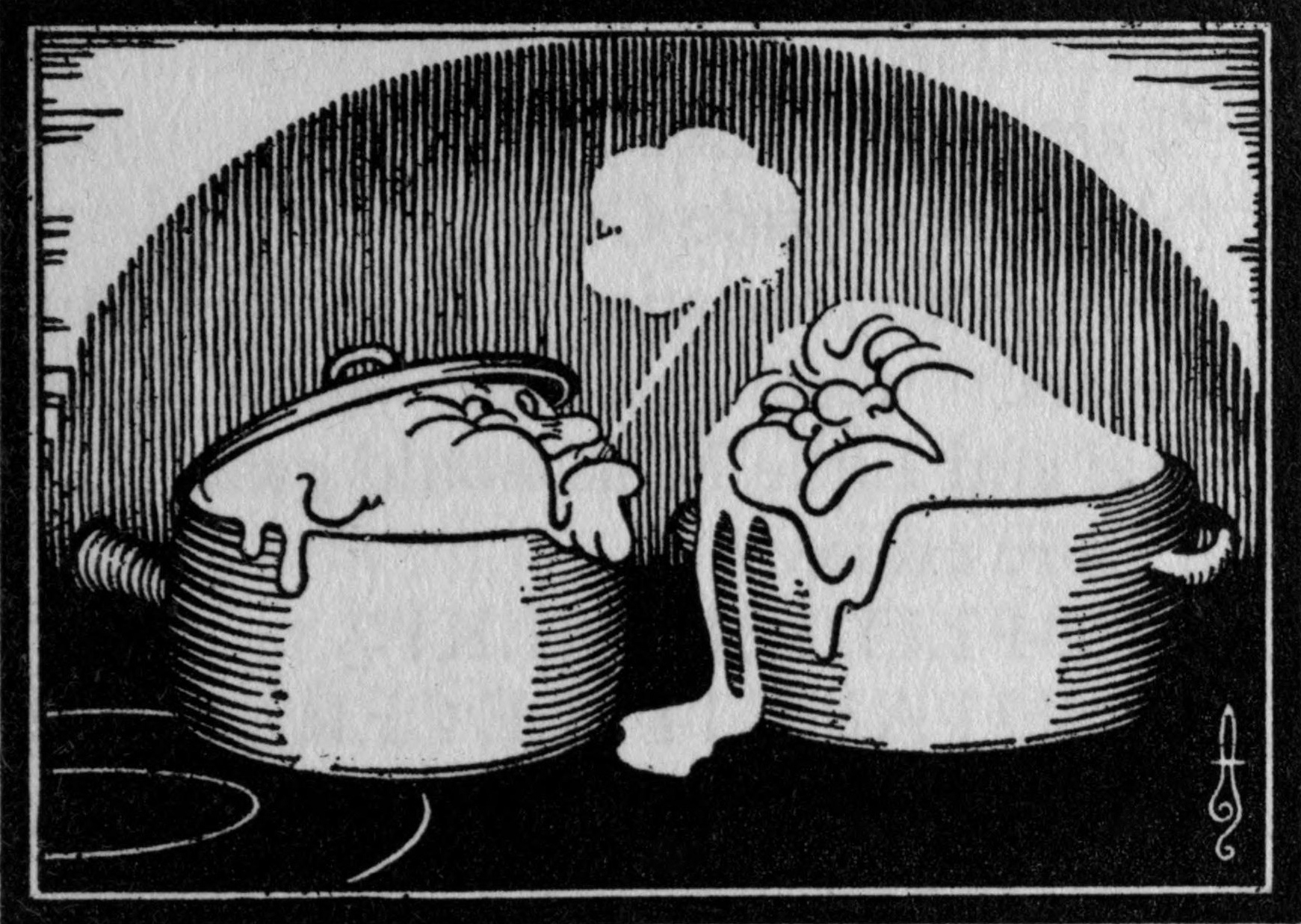
Притча о Молочке, овсяной Кашке и сером котишке Мурке
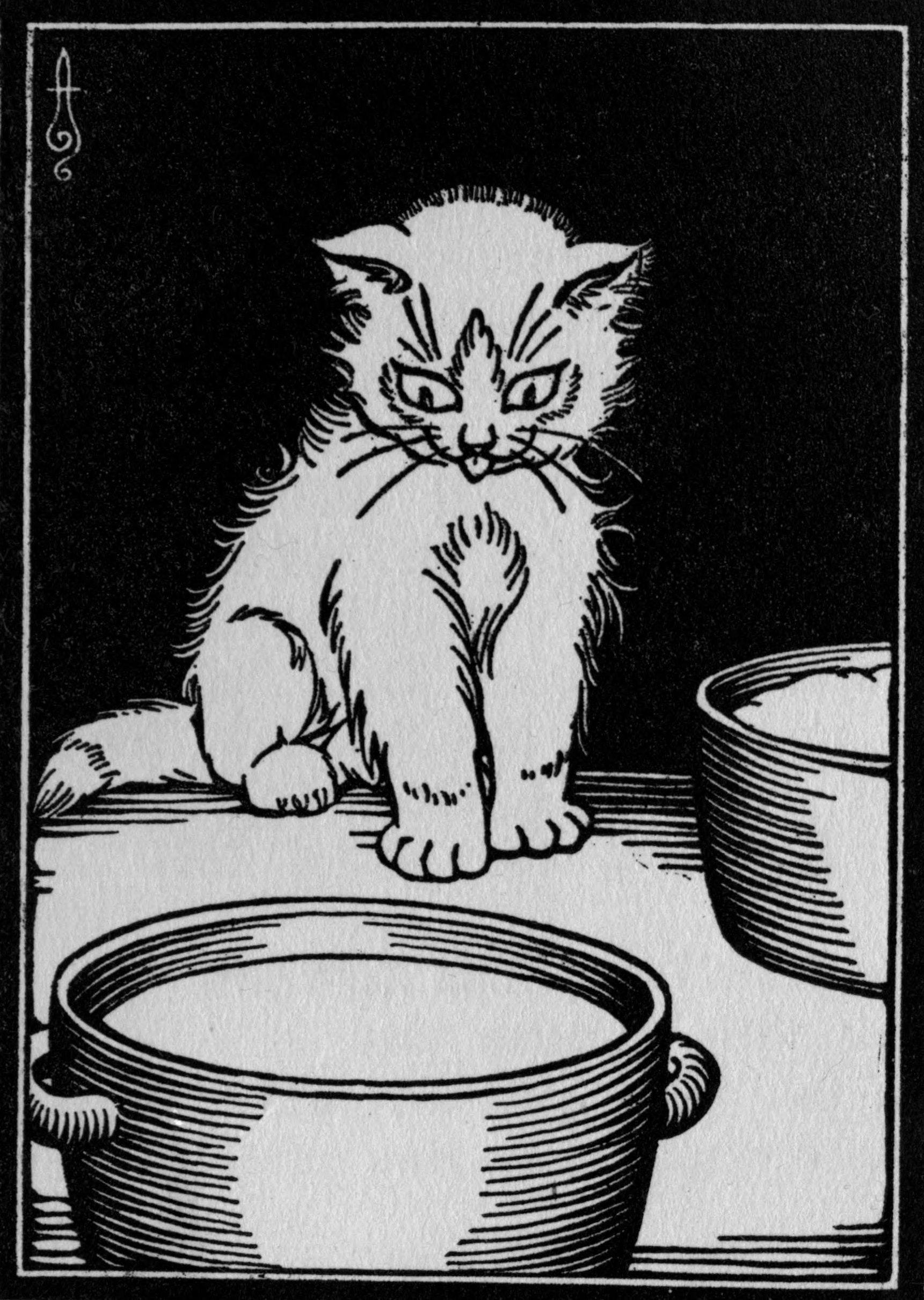
Притча о Молочке, овсяной Кашке и сером котишке Мурке

За книгу «Яркая шея. История голубя», 1928 года Арцыбашев и Мукерджи получили премию Newbery, ежегодно присуждаемую за выдающийся вклад в американскую литературу для детей. Некоторые книги Арцыбашев не только иллюстрирует, но и пишет самостоятельно. В 1931 году создаёт книгу «Бедный Шайдулла», в 1937 году — на основе народной сказки пишет свою, с одноимённым названием, «Семь Симеонов». Книга получила премию книжного фестиваля Нью-Йорк Геральд Трибьюн и медаль Калдекотта в 1938 году.

Обложки собственных книг
Семь Симеонов

## Реклама и работа в журналах
В 1934 году Арцыбашева принимают на работу в Time — он становится одним из первых художников, которым доверяют рисовать обложки журналов. С 1941 по 1965 он рисует более двухсот обложек для ведущих американских журналов. Он показывает себя как талантливый портретист и пишет портреты Луи Армстронга (обложка за февраль 1949 года), Дейва Брубека (ноябрь 1954 года). Среди других его портретов маршал Жуков, Хо Ши Мин, Сталин, Хрущёв, Карл Юнг, Жак-Ив Кусто, Эйзенхауэр, Гитлер и многие другие (всего более 200 портретов), попавшие на обложку Time. Обложки Арцыбашева во время Второй мировой войны стали легендарными. Также во время войны он работает советником в отделе психологической войны Госдепартамента США.
После 1940 года Арцыбашев достиг известности и успеха в коммерческому искусстве, создавал рекламу для компаний Xerox, Shell Oil, Pan Am, Casco Power Tools, Alcoa Steamship lines, Parke Davis, Avco Manufacturing, Scotch Tape, Wickwire Spencer Steele, Vultee Aircraft, World Airways, and Parker Pens. В коммерческих работах он антропоморфизировал машины, назвал их «machinalia» и использовал гротеск для придания выразительности образам.
Сам Арцыбашев выражался о своей любви к машинам так:
«Машины приводят меня в восторг, их сила, их точность, их готовность выполнять самые тяжелые и монотонные задания. Я с большим удовольствием бы смотрел за тысячетонным экскаватором, роющим канал, чем за тысячей рабов, исполняющих то же действие».
Придавая машинам человеческий облик, он работал и в другом направлении, придавая людям облик роботов и машин. Его стиль, оставаясь в рамках классической техники, тяготеет к сюрреализму. Он свободно переключался от фантастики к реализму. Wickwire Spencer Steel в 1943 году приобрела две рекламных колонки в 12 выпусках журнала Time подряд и Арцыбашев рисовал процесс производства стали для компании в виде своих «machinalia».
Одна из его работ представляет голову Ричарда Фуллера в виде геодезического купола Фуллера — художник всегда старался рисовать в духе времени и увлекаясь психологией, отражал в своих портретах людей и машин эмоции и характерные черты. Большинство работ и личная переписка Арцыбашева хранится в Сиракузском университете.
Среди широкой публики из его работ наиболее известны обложки для американских журналов Life, Fortune и Time. В 1954 выходит его собственная книга «As I see», в которой собраны в том числе и цветные иллюстрации Арцыбашева, что встречалось не так уж часто. Арцыбашев был членом художественного объединения «Лайм» с 1958 по 1965, до самой смерти.

Обложка журнала Time
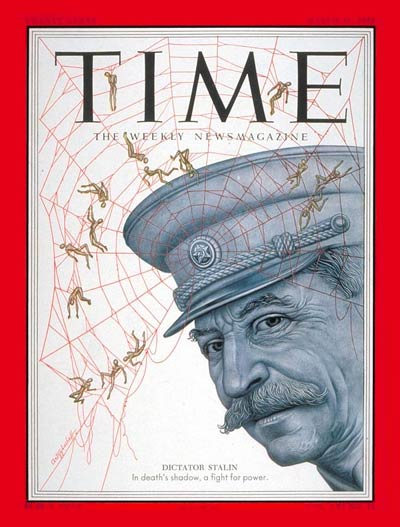
Обложка журнала от Арцыбашева, посвященная смерти Сталина, 1953 г.

## Избранные иллюстрации
- 1922 — Verotchka’s Tales[9], Дмитрий Мамин-Сибиряк.
- 1922 — The Undertaker’s Garland, by John Peale Bishop.
- 1924 — Feats on the Fiord, Гарриет Мартино.
- 1927 — The Wonder Smith and His Son, Элла Янг.
- 1927 — Gay Neck, the Story of a Pigeon, Дхан Гопал Мукерджи.
- 1930 — Орфей: Мифы миры, по Падраику Колуму.
- 1934 — Son of the Sword, Юэль Мирза[10].
- 1935 — All Things Are Possible, dust jacket, Льюис Браун.
- 1935 — The Circus of Dr. Lao, Чарльз Г. Финни.
- 1937 — Seven Simeons, Арцыбашев.
- 1940 — Nansen, Энн Гертруда Холл.
- 1942 — Земля безумия, Лайон Спрэгг де Камп и Прэтт Флетчер.
- 1949 — Маленькая сестра, Раймонд Чандлер.
- 1950 — Простое искусство убийства, Раймонд Чандлер.